# Tomás García Serrano
Tomás García Serrano Es un humorista español que comenzó su carrera como cómico ganando concursos de monólogos por toda España en 2005. Entonces estudiaba Periodismo en la Universidad de Málaga.
Muy pronto y siendo muy joven le llegó el primer salto a la televisión y debutó en el famoso concurso talent-show ‘El Rey de la Comedia’.
Poco después comenzó las giras de ‘Las Noches de Paramount Comedy’, ‘Malagueños por el mundo’ y ‘Las Noches del Club de la Comedia’ con compañeros tan célebres como Agustín Jiménez, Corbacho, Salva Reina, El Monaguillo, Dani Rovira, Vaquero o Santi Rodríguez.
A partir entonces, no paró de actuar en los mejores teatros del país, como La Latina en Madrid, El Condal en Barcelona y un sinfín de nombres repartidos por toda la Península.
Además, alterna sus colaboraciones en radio (SER, ONDA CERO, COPE) con protagonismo en algunos programas de entretenimiento en televisión (Sopa de Gansos, Zapeando, Mi Gran Noche).
Actualmente sigue en gran forma siendo uno de los cómicos más en forma del país, con shows como Viviendo del Cuento, El Humor
es Cultura, Monólogos 100% o 50x50.

## Biografía
En 2007 y con tan solo 17 años se subió por primera vez a un escenario, fue en un evento de creadores llevado a cabo en Buenos Aires que convocó a más de 10 000 personas.
Pese a su juventud, Tomás ha ido ganándose un sitio en el circuito de los monologuistas más prestigiosos gracias a sus continuas apariciones en El club de la comedia y en la programación del canal temático Comedy Central. A partir de entonces, el humorista empezaría a sumar actuaciones por los teatros más importantes compartiendo cartel con los mejores cómicos del momento, como José Corbacho, Agustín Jiménez, Toni Moog o Dani Rovira
Así alcanzó más de 900 actuaciones en directo contando hasta principios del 2015. Tomás ha actuado en algunas de los teatros más prestigiosos del país, como el Teatro Alameda y Teatro Cervantes (Málaga); Teatro La Latina, Teatro Compac Gran Vía, Teatro Marquina y Teatro Reina Victoria (Madrid); Teatro Club Capitol (Barcelona); Teatro Romea y Teatro Circo (Murcia), así hasta sumar las mejores salas de las 52 provincias españolas.
En cuanto a televisión, hemos podido verlo haciendo monólogos en El Rey de la Comedia (TVE) o Central de Cómicos (Paramount Comedy); de reportero en el programa de Anne Igartiburu +Gente (TVE), o como colaborador del programa de LaSexta 'Zapeando' y de 'Sopa de gansos' de Cuatro.